# پارک ملی الاز پوروو
پارک ملی الاز پوروو (به لاتین: Alas Purwo National Park) یک پارک ملی در اندونزی است که در جاوه شرقی واقع شده‌است.